# Jardim Novo Mundo (Moema)
Jardim Novo Mundo é um bairro nobre localizado na Zona Sul de São Paulo que pertence ao distrito de Moema, administrado pela Subprefeitura da Vila Mariana. É limitado pelos bairros Ibirapuera, Indianópolis, Jardim Lusitânia, Vila Nova Conceição, Vila Olímpia e Vila Uberabinha. Essa região é conhecida por sua infraestrutura e qualidade de vida. É definido geograficamente pelo polígono existente entre a Av. Santo Amaro (lado ímpar),  Av. Ibirapuera (lado par), Av. Bandeirantes (lado ímpar) e  Av. dos Eucaliptos (lado par).

## História
A história do bairro remonta ao início do século XX, quando a região, composta por grandes fazendas e chácaras, começou a ser loteada para atender à crescente demanda por moradias. O nome "Jardim Novo Mundo" reflete uma tendência da época, em que bairros eram batizados com termos que remetessem ao progresso e à modernidade. A urbanização teve início entre as décadas de 1940 e 1950, acompanhando o desenvolvimento do distrito de Moema como um polo residencial para a classe média e alta. O loteamento foi planejado com terrenos amplos, destinados principalmente a casas unifamiliares, e a infraestrutura foi sendo implementada gradualmente, com a chegada de serviços essenciais como água, luz e transporte público.

## Atualidade
Atualmente, o bairro está localizado em um dos distritos mais valorizados da cidade, Moema. O mercado imobiliário local é dominado por imóveis de alto padrão, como apartamentos amplos e casas sofisticadas. O bairro nobre zoneamento essencialmente residencial, formado por aproximadamente 600 casas e 12 ruas. A proximidade com pontos estratégicos, como o Parque Ibirapuera e as principais avenidas da cidade (Avenida Ibirapuera e Avenida Santo Amaro), contribui significativamente para a alta valorização do bairro. No âmbito educacional, o bairro oferece fácil acesso a instituições de ensino de excelência, como o Colégio Mobile, a Escola Lourenço Castanho e diversas opções de educação infantil e ensino fundamental de alto padrão. No campo da cultura e lazer, a região é amplamente favorecida pela proximidade com o Parque Ibirapuera, um dos maiores e mais renomados parques da América Latina, ideal para atividades ao ar livre, esportes e eventos culturais. O parque abriga ainda importantes equipamentos culturais, como o Museu de Arte Moderna (MAM) e o Auditório Ibirapuera, com uma rica programação de exposições e apresentações musicais. Além disso, o bairro está próximo ao Shopping Ibirapuera, um dos principais centros de compras da cidade, com lojas, restaurantes e cinemas. Possui uma população bairrista representada pela ANMA - Amigos Novo Mundo Associados, fundada em outubro de 2020.
Na área da saúde, o bairro conta com uma ampla rede de hospitais e clínicas de excelência, como o Hospital São Luiz – Unidade Itaim, além de diversas clínicas médicas e odontológicas particulares. O bairro está localizado no distrito de Moema, que apresenta um dos maiores Índices de Desenvolvimento Humano (IDH) de São Paulo, com um índice de 0,961, considerado muito elevado. Esse indicador reflete a alta qualidade de vida na região, com acesso a educação, saúde e renda acima da média da cidade.